# Цистерціанці
Цистерціанці, цистеріанці, бернардинці (лат. Ordo Cisterciensis, OCist) — члени споглядального католицького ордену, заснованого у Франції ченцями-бенедиктинцями в 1098 році. Гасло — лат. Cistercium Mater Nostra. Вплив чину значно зріс після реорганізації його діяльності в XII столітті абатом Бернаром Клервоським (звідси друга назва членів ордена — бернардинці, бернардини).

## Загальний опис
Назва «цистерціанці» походить від латинської назви першої обителі ордену — монастиря Сіто́ (фр. Cîteaux, лат. Cistercium), що був заснований у 1098 році на місці поселення Сіто (згідно сучасного адміністративного поділу — муніципалітет Сен-Нікола-ле-Сіто регіону Бургундія). Цистерціанці відомі також під назвою «білі монахи», що зумовлено білим (світло-сірим) чернечим одягом служителів ордену.

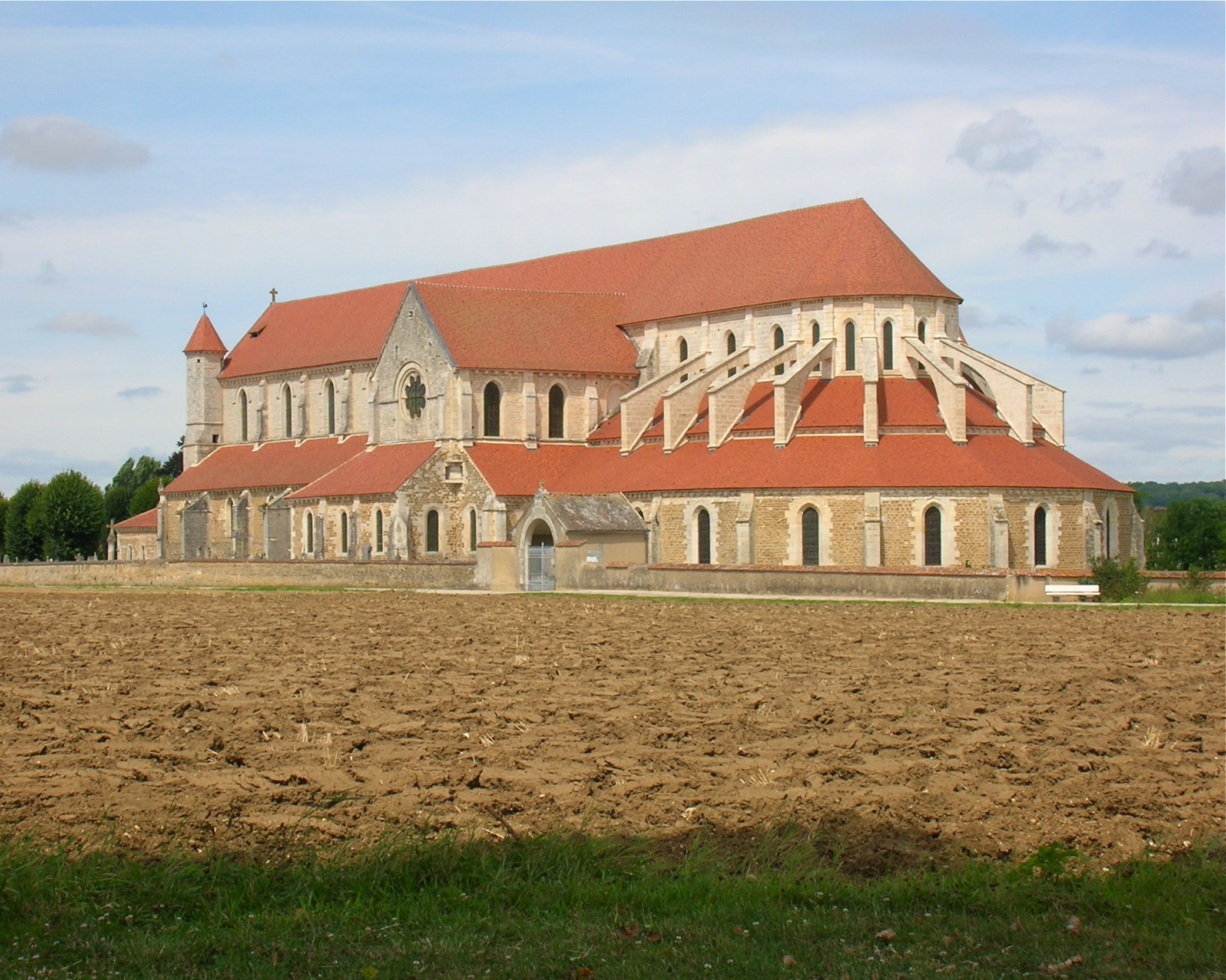
Абатство де-Понтені, засноване у 1114 році.

Перший монастир у Цистерціумі організував абат Робер. Вплив чину значно зріс після реорганізації його діяльності абатом Бернаром Клервоським (звідси друга назва). У 1119 році був затверджений Папою Римським статут. У XIII–XIV століттях орден став одним із найвпливовіших серед католицьких чернечих чинів. У цей період існувало 700 монастирів у всіх країнах Європи. Діяльність поширювалась й на Україну. У XVIII–XIX століттях більшість монастирів було ліквідовано.

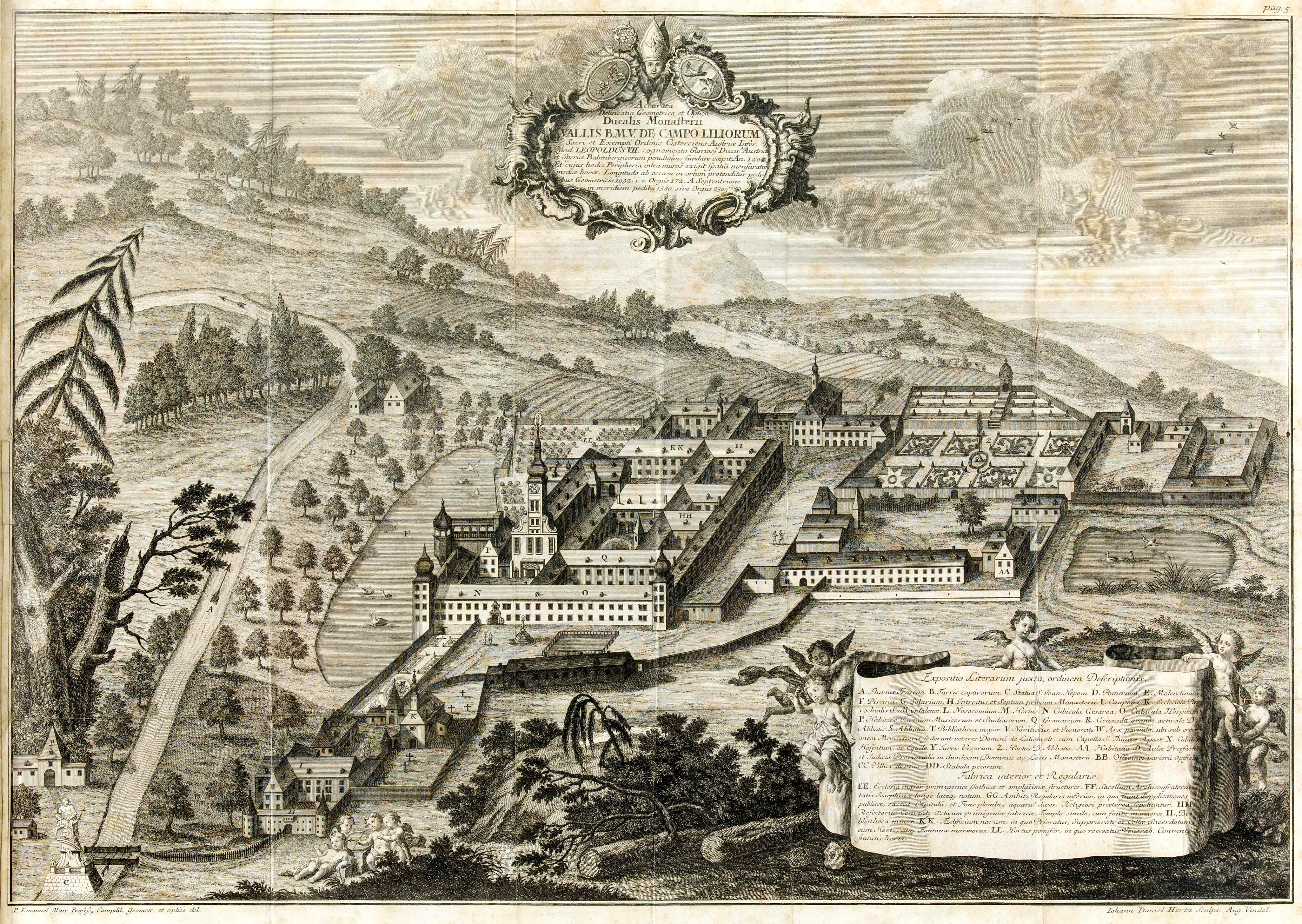
Вид на цистерціанське абатство у Ліліенфельді. 1747

Бібліотеки цистерціанців були найбагатшими зібраннями давніх рукописів з усієї ойкумени, а хрестові походи на Близький Схід та реконкіста в Іспанії, де християнський світ зустрічався з мусульманським, доповнювали давні знання досягненнями ісламського Сходу.
У 1577 році з ордену виділилася група, що мала суворіший статут — фельянтинці (лат. Ordo Fulienses), котра була остаточно відділена в 1592 році папою Сикстом V.
У 2005 році цистерціанці нараховували 1 470 ченців, з котрих 717 були священнослужителями. Ордену належало 87 закладів.
На сьогодні цистерціанці розділені на — цистерціанців «спільної» (власне цистерціанців) і «суворої» традиції (траппістів). За даними на 2009 рік, цистерціанській орден «спільної» традиції об'єднує 122 громади і більше 1 900 ченців і черниць у всьому світі, тоді як у цистерціанців «суворого режиму» налічується 175 громад і приблизно 3 600 ченців — чоловіків і жінок.
У 1998 році, з нагоди 900-ї річниці поставлення Робера де Молесма абатом монастиря Сіто в Бургундії (Франція), головної обителі ордену, що дала йому назву, Папа Римський Іван Павло II закликав до возз'єднання двох гілок цистерціанців.

## Вплив на суспільство, економіку
Монастирі цистерціанців ставали осередками економічного розвитку навколишніх незайманих територій. Завдяки масовому чернечому служінню, фізична праця, яку вважали в часи пізньої античності негідною справою, втратила недобру славу й стала суспільним моральним обов'язком.
Цистерціанці створили принципово новий тип організації християнських ченців — орден (1118 р.), метою якого стала внутрішня економічна колонізація Центральної та Східної Європи.
Діяльність цистеріанців виходила за межі власне церковних, релігійних справ. Так цистерціанці у XII—XIII ст. заклали підвалини промислового освоєння головних рудних родовищ Центральної Європи, створили базу гірничо-металургійних знань і культурних традицій гірників.
Монастирі ордену росли, як гриби після дощу: у середині ХІІ ст. їх було вже 350, а наприкінці століття — більше 700. Цьому значною мірою сприяв авторитет проповідника і містика Бернарда Клервоського, який був натхненником Другого хрестового походу (на його честь цистерціанців називають ще бернардинами). В аскетичному житті й фізичній праці «білі ченці» вбачали шлях до приборкання «духу спокуси» та гарантію незалежності монастиря від світу. На відміну від інших чернечих монастирів, цистерціанцям не дозволялося жити з чужої праці, мати залежних селян і васалів. Багато часу «білі ченці» присвячували господарській діяльності, опановуючи одвічні ліси й пустища, розвиваючи будівельну справу, гірництво й металургію. Монастирі цистерціанців ставали осередками економічного розвою навколишніх незайманих територій. Завдяки масовому чернечому служінню, фізична праця, яку в часи пізньої античності вважали справою негідною, втратила недобру славу й стала суспільним моральним обов'язком.
На гірничих роботах цистерціанці працювали групами, куди входили ченці, конверси та представники громад (здебільшого сільських), з яких пізніше сформувалися професійні артілі гірників. Абати й старші ченці керували планомірною розвідкою придатних для розробки родовищ, організовували видобуток руд, зберігали й вдосконалювали гірничо-металургійні знання та технічні навички. Опорними пунктами гірничої діяльності були адміністративні центри нових монастирів, котрі просувались далі на схід — у Саксонію, Богемію, Моравію та Сілезію. Високий рівень рудознавства та надзвичайні успіхи «білих ченців» у справі розвідки й освоєння родовищ поліметалів пов'язують як з ефективною організаційною структурою ордена, так і з доступом до знань давнього світу та ісламського Сходу. Бібліотеки цистерціанців були найбагатшими зібраннями давніх рукописів з усієї ойкумени, а хрестові походи на Близький Схід та реконкіста в Іспанії, де християнський світ зустрічався з мусульманським, доповнювали давні знання досягненнями ісламського Сходу. «Білі ченці» вважали опанування та поширення гірничої справи Божим дорученням і сенсом свого життя.

## Відомі діячі
- Бернард Клервоський
- Томас Мертон
- Теодоріх Трейденський (1160—1219) — місіонер в Лівонії, засновник Ордену мечоносців, перший абат Дюнамюндського монастиря, другий естонський єпископ.

## Монастирі
- Абатство Камбр
- Цветльське абатство
- Дюнамюндський монастир
- Ленінське абатство
- Лілієнфельдське абатство
- Локкумський монастир
- Олівський собор
- Пор-Рояль
- Фаунтинське абатство
- Фонтене (абатство)
- Фонфруад
- Монастир Святого Хреста (Гайлігенкройц)